# Rosalina Neri
Rosalina Neri (Arcisate, 12 de noviembre de 1927 - Milán, 5 de junio de 2024) fue una actriz italiana de teatro, televisión, cine y radio.

## Vida y carrera
Nacida en Arcisate, Provincia de Varese, Neri comenzó su carrera apareciendo en la comedia musical de Garinei & Giovannini de 1954, Tobia la candina spia. Tuvo su gran oportunidad con el programa de variedades de Marcello Marchesi en RAI, Invito al sorriso, y obtuvo mucha cobertura mediática debido a su parecido con Marilyn Monroe, lo que la llevó a ser etiquetada como la "Marilyn Monroe italiana" y apodada Marilina.
Durante un viaje a Inglaterra para filmar un comercial de televisión, Neri conoció al director Jack Hylton, con quien inició una larga relación romántica y tuvo una hija, Angela. Durante su carrera, estuvo principalmente activa en el teatro, donde trabajó, entre otros, con Giorgio Strehler y Umberto Simonetta.
Neri falleció en Milán el 5 de junio de 2024, a la edad de 96 años.

## Filmografía

### Cine
- Los pingüinos nos miran (I pinguini ci guardano), dirigido por Guido Leoni (1956).
- Dos dobles en alegría (Due sosia in allegria), dirigido por Ignazio Ferronetti (1956).
- Viviendo, cantando qué daño te hago? (Vivendo, cantando che male ti fo?), dirigido por Marino Girolami (1957).
- Lazzarella (Lazzarella), dirigido por Carlo Ludovico Bragaglia (1957).
- De vacaciones en París (A Parigi in vacanza), dirigido por Georges Lacombe (1958).
- Valeria, chica poco seria (Valeria ragazza poco seria), dirigido por Guido Malatesta (1958).
- Carmela es una muñeca (Carmela è una bambola), dirigido por Gianni Puccini (1958).
- Bocas cosidas (Bocche cucite), dirigido por Pino Tosini (1968).
- Carota (Faccione), dirigido por Christian De Sica (1991).
- La casa de la sonrisa (La casa del sorriso), dirigido por Marco Ferreri (1991).
- Dale mis saludos (Portagli i miei saluti), dirigido por Giovanni Salviati (1993).
- Tres hombres y una pierna (Tre uomini e una gamba), dirigido por Aldo, Giovanni y Giacomo, y Massimo Venier (1997).
- Los voluntarios (I volontari), dirigido por Domenico Costanzo (1998).
- Todos los hombres del tonto (Tutti gli uomini del deficiente), dirigido por Paolo Costella (1999).
- El rostro de otra (Il volto di un'altra), dirigido por Pappi Corsicato (2012).
- Se necesita un gran físico (Ci vuole un gran fisico), dirigido por Sophie Chiarello (2013).
- Los depredadores (I predatori), dirigido por Pietro Castellitto (2020).

### Televisión
- El valle de los álamos (La valle dei pioppi) – soap opera (1987).
- Los novios (I promessi sposi), dirigido por Salvatore Nocita – miniserie TV (1989).
- La cuenta Montecristo (Il conto Montecristo), dirigido por Ugo Gregoretti – miniserie TV (1997).
- Años '50 (Anni '50), dirigido por Carlo Vanzina – miniserie TV, episodio 4 (1998).
- Finalmente solos (Finalmente soli) – serie TV (1999-2004).
- Finalmente Navidad (Finalmente Natale), dirigido por Rossella Izzo – film TV (2007).
- Finalmente en casa (Finalmente a casa), dirigido por Gianfranco Lazotti – film TV (2008).
- Finalmente un cuento de hadas (Finalmente una favola), dirigido por Gianfranco Lazotti – film TV (2008).

### Teatro
- Adalgisa de Carlo Emilio Gadda, dirigido por Umberto Simonetta, prima al Teatro Gerolamo.
- La gran magia (La grande magia), comedia de Eduardo De Filippo, dirigida por Giorgio Strehler.
- Grande y pequeño (Grande e piccolo), de Boto Strass, dirigida por Carlo Battistoni, Piccolo Teatro di Milano.
- Final de partida (Finale di partita) de Samuel Beckett, dirigida por Giuseppe Di Leva.
- Ubu Rey (Ubu Re), de Alfred Jarry, dirigida por Massimo Navone, Teatro di Porta Romana.
- El delito (Il delitto) de Dacia Maraini, dirigida por G. Zampieri, Piccolo Teatro di Milano.
- Una visita inoportuna (Una visita inoportuna), de Copi, dirigida por Cherif.
- La novia Francesca (La sposa Francesca), dirigida por Lamberto Puggelli, Piccolo Teatro di Milano.
- Campiello de Carlo Goldoni, dirigida por Giorgio Strehler, Piccolo Teatro di Milano.
- Los novios a prueba (Promessi sposi alla prova) de Giovanni Testori, dirigido por Andrèe Ruth Shammah, Teatro Franco Parenti, Milano.
- La ópera de tres centavos (L'opera da tre soldi) de Bertolt Brecht, dirigida por Pietro Carriglio, Teatro Biondo di Palermo.